# Prunelli di Fiumorbo
Prunelli di Fiumorbo (in francese Prunelli-di-Fiumorbo, in corso I Prunelli di Fiumorbu) è un comune francese di 3 336 abitanti situato nel dipartimento dell'Alta Corsica nella regione della Corsica.

## Geografia fisica
Il territorio del comune di Prunelli di Fiumorbu (sito nella parte settentrionale del cantone di Fium'Orbu) si estende su una superficie di 37,41 km², spingendosi dalla zona litoranea sino alla parte montuosa (fino ad un'altezza di circa 580 metri). La concentrazione massima di popolazione, non si ha però nel centro del comune (sito nella parte montuosa), bensì nella parte pianeggiante del territorio comunale (Morta e Migliacciaru)

## Società

### Evoluzione demografica
Abitanti censiti